# Клінтон (Огайо)
Клінтон (англ. Clinton) — селище (англ. village) в США, в окрузі Самміт штату Огайо. Населення — 1197 осіб (2020).

## Географія
Клінтон розташований за координатами 40°55′41″ пн. ш. 81°37′52″ зх. д. / 40.92806° пн. ш. 81.63111° зх. д. (40.928138, -81.631137).  За даними Бюро перепису населення США в 2010 році селище мало площу 9,42 км², з яких 9,19 км² — суходіл та 0,23 км² — водойми.

## Демографія
Згідно з переписом 2010 року, у селищі мешкало 1214 осіб у 471 домогосподарстві у складі 345 родин. Густота населення становила 129 осіб/км².  Було 535 помешкань (57/км²).
Расовий склад населення:
| - 97,5 % — білих - 0,3 % — чорних або афроамериканців - 0,3 % — азіатів - 0,2 % — корінних американців |

До двох чи більше рас належало 1,3 %. Частка іспаномовних становила 0,7 % від усіх жителів.
За віковим діапазоном населення розподілялося таким чином: 21,4 % — особи молодші 18 років, 65,3 % — особи у віці 18—64 років, 13,3 % — особи у віці 65 років та старші. Медіана віку мешканця становила 43,1 року. На 100 осіб жіночої статі у селищі припадало 106,5 чоловіків;  на 100 жінок у віці від 18 років та старших — 109,2 чоловіків також старших 18 років.
Середній дохід на одне домашнє господарство  становив 59 495 доларів США (медіана — 52 969), а середній дохід на одну сім'ю — 69 187 доларів (медіана — 64 318). Медіана доходів становила 47 969 доларів для чоловіків та 32 019 доларів для жінок. За межею бідності перебувало 15,0 % осіб, у тому числі 18,8 % дітей у віці до 18 років та 9,6 % осіб у віці 65 років та старших.
Цивільне працевлаштоване населення становило 552 особи. Основні галузі зайнятості: освіта, охорона здоров'я та соціальна допомога — 26,6 %, роздрібна торгівля — 12,5 %, виробництво — 12,5 %.